# Jastrząbka (gromada)
Jastrząbka – dawna gromada, czyli najmniejsza jednostka podziału terytorialnego Polskiej Rzeczypospolitej Ludowej w latach 1954–1972.
Gromady, z gromadzkimi radami narodowymi (GRN) jako organami władzy najniższego stopnia na wsi, funkcjonowały od reformy reorganizującej administrację wiejską przeprowadzonej jesienią 1954 do momentu ich zniesienia z dniem 1 stycznia 1973, tym samym wypierając organizację gminną w latach 1954–1972.
Gromadę Jastrząbka z siedzibą GRN w Jastrząbce utworzono – jako jedną z 8759 gromad na obszarze Polski – w powiecie przasnyskim w woj. warszawskim, na mocy uchwały nr VI/10/16/54 WRN w Warszawie z dnia 5 października 1954. W skład jednostki weszły obszary dotychczasowych gromad Adamczycha, Dłutówka, Gaczyska, Rupin, Jastrząbka i Witowy Most ze zniesionej gminy Baranowo w tymże powiecie. Dla gromady ustalono 17 członków gromadzkiej rady narodowej.
Gromadę zniesiono 1 stycznia 1969, a jej obszar włączono do gromady Baranowo w tymże powiecie.